# Torneio Internacional do Canindé de 1981
Torneio Internacional do Canindé, Torneio Independência ou ainda Torneio dos Refletores, foi uma competição amistosa internacional de futebol disputada na cidade de São Paulo em 1981, que teve a participação de quatro equipes, três brasileiras, sendo duas do Estado de São Paulo e uma do Estado do Rio de Janeiro, e uma de Portugal, da cidade de Lisboa, com duas rodadas programadas para serem cumpridas, nas quais as equipes envolvidas se enfrentariam em rodadas duplas, classificando as vencedoras para a final e as perdedoras para a disputa do terceiro lugar.
Essa competição teve como principal motivação a inauguração dos refletores do Estádio do Canindé.

## Participantes
Corinthians
 Fluminense
 Portuguesa
 Sporting

## Tabela

### Semifinal
| 11 de janeiro de 1981 | Portuguesa | 1 - 1 | Fluminense | Canindé |
|                       |            |       |            |         |

|  |       | Penalidades |
|  | 4 - 3 |             |

| 11 de janeiro de 1981 | Corinthians | 0 - 1 | Sporting | Canindé |
|                       |             |       |          |         |

### Decisão do Terceiro Lugar
| 15 de janeiro de 1981 | Corinthians | 4 - 2 | Fluminense | Canindé |
|                       |             |       |            |         |

### Final
| 15 de janeiro de 1981 | Portuguesa | 2 - 0 | Sporting | Canindé |
|                       |            |       |          |         |

| Torneio Internacional do Canindé de 1981 |
| ---------------------------------------- |
| Portuguesa Campeã                        |